# Kerman
Kermān (in persiano کرمان‎) è la capitale della provincia di Kerman, in Iran. Aveva, nel 2011, una popolazione di 734.441 abitanti. Si trova al centro di una vasta pianura, 1.076 km a sud di Teheran, ai margini del Dasht-e Lut (un grande deserto salato).

## Storia
Kerman fu fondata come avamposto difensivo, con il nome di Behdesīr, da Ardeshir I, fondatore dell'Impero sasanide, nel III secolo d.C.. Dopo la battaglia di Nihavand del 642 la città fu conquistata dagli arabi-musulmani. Inizialmente l'isolamento della città consentì ai kharigiti ed agli zoroastriani di vivere abbastanza tranquillamente, ma i kharigiti furono espulsi nel 698 e nel 725 quasi tutta la sua popolazione era ormai musulmana.
Già nell'VIII secolo Kirman era famosa per le sue manifatture di cashmere e per altri tessuti. L'autorità califfale sulla regione era tuttavia abbastanza debole e nel X secolo sull'area dominavano i Buwayhidi, che mantennero il controllo dell'area anche quando la regione e la città caddero in mano di Mahmud di Ghazna alla fine del X secolo. Il nome di Kerman fu adottato in quel secolo.
Kerman fu sottoposta al potere selgiuchide nell'XI e XII secolo, ma rimase di fatto indipendente. Quando Marco Polo visitò la città nel 1271 essa era diventata un importante centro commerciale, collegato grazie al Golfo Persico con il Khorasan e l'Asia centrale.
(Marco Polo, Il Milione, cap. 35. Traduzione italiana di Maria Bellonci)
In seguito però la città fu sottoposta più volte a saccheggi da parte di vari invasori. Kerman si espanse rapidamente durante il periodo safavide e suoi tappeti venivano esportati in Inghilterra e Germania durante questo periodo.
Nel 1793 Lotf ʿAli Khān sconfisse i Qajar e nel 1794 conquistò Kerman, ma subito dopo fu a sua volta assediato per sei mesi da Agha Mohammad Khan. Quando la città si arrese, Agha Mohammad Khan, irritato dal sostegno popolare che Lotf Ali Khan aveva avuto, ai maschi riservò o la morte o li fece accecare, e si narra che una pila di 20.000 occhi, fu posta di fronte al vincitore. Donne e fanciulli vennero ridotti in schiavitù e la città rasa al suolo nel giro di novanta giorni di furia belluina.
La città di Kerman fu ricostruita nel XIX secolo a nord della vecchia città, ma la città non ha recuperato la sua antica grandezza fino al XX secolo.

## Architetture
- Complesso Ganjali Khan costituito da una madrasa, una piazza, un caravanserraglio, una moschea, bagni pubblici e un bazar.

## Citazioni letterarie
A Kerman si svolgono parte delle vicende narrate dallo scrittore ed educatore italiano Fabio Geda nel racconto, ispirato al viaggio attraverso il Pakistan e l'Iran, del ragazzo afgano Enaiatollah Akbari, Nel mare ci sono i coccodrilli, successo editoriale del 2010.

## Galleria d'immagini

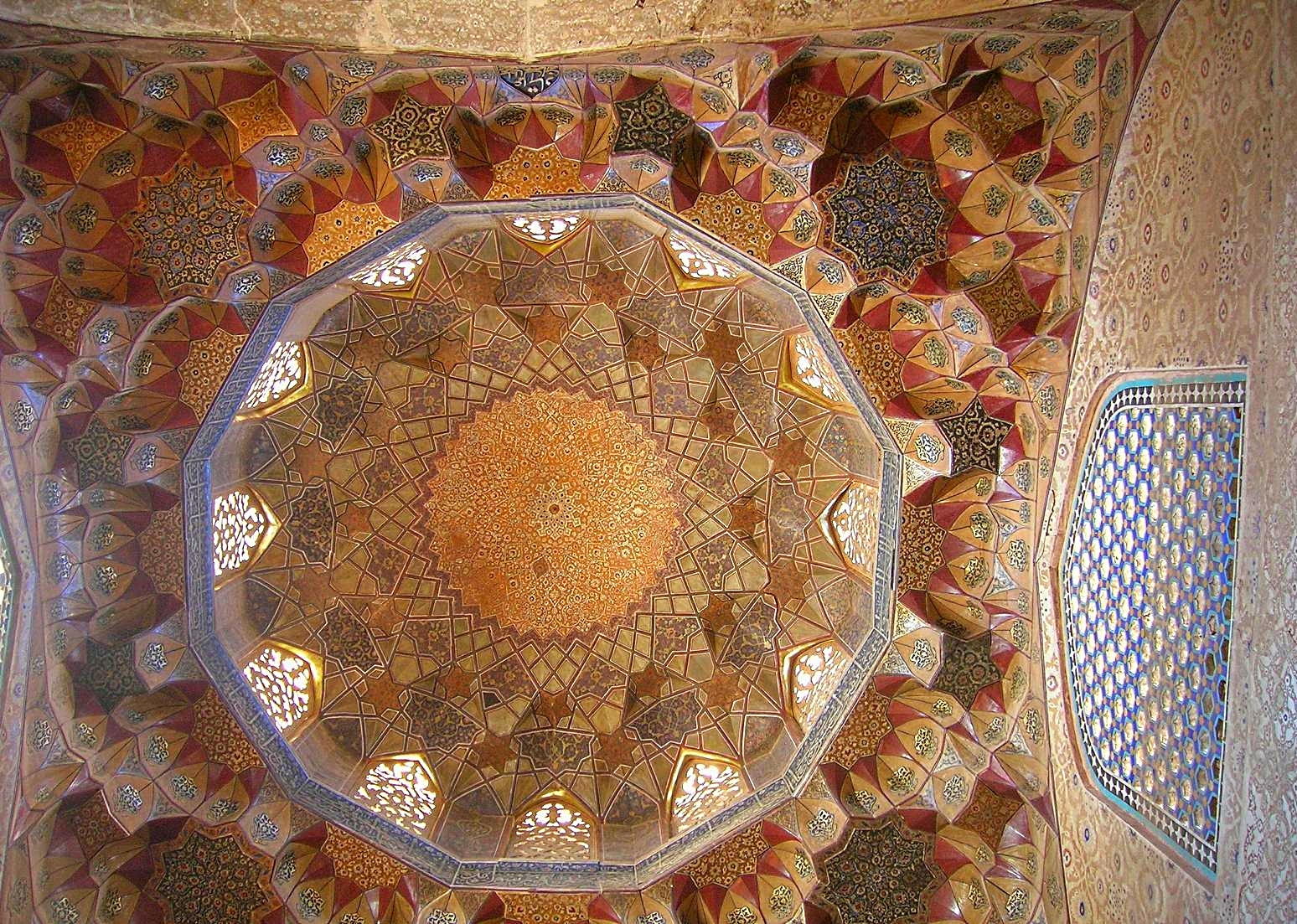
Moschea Ganjali Khan
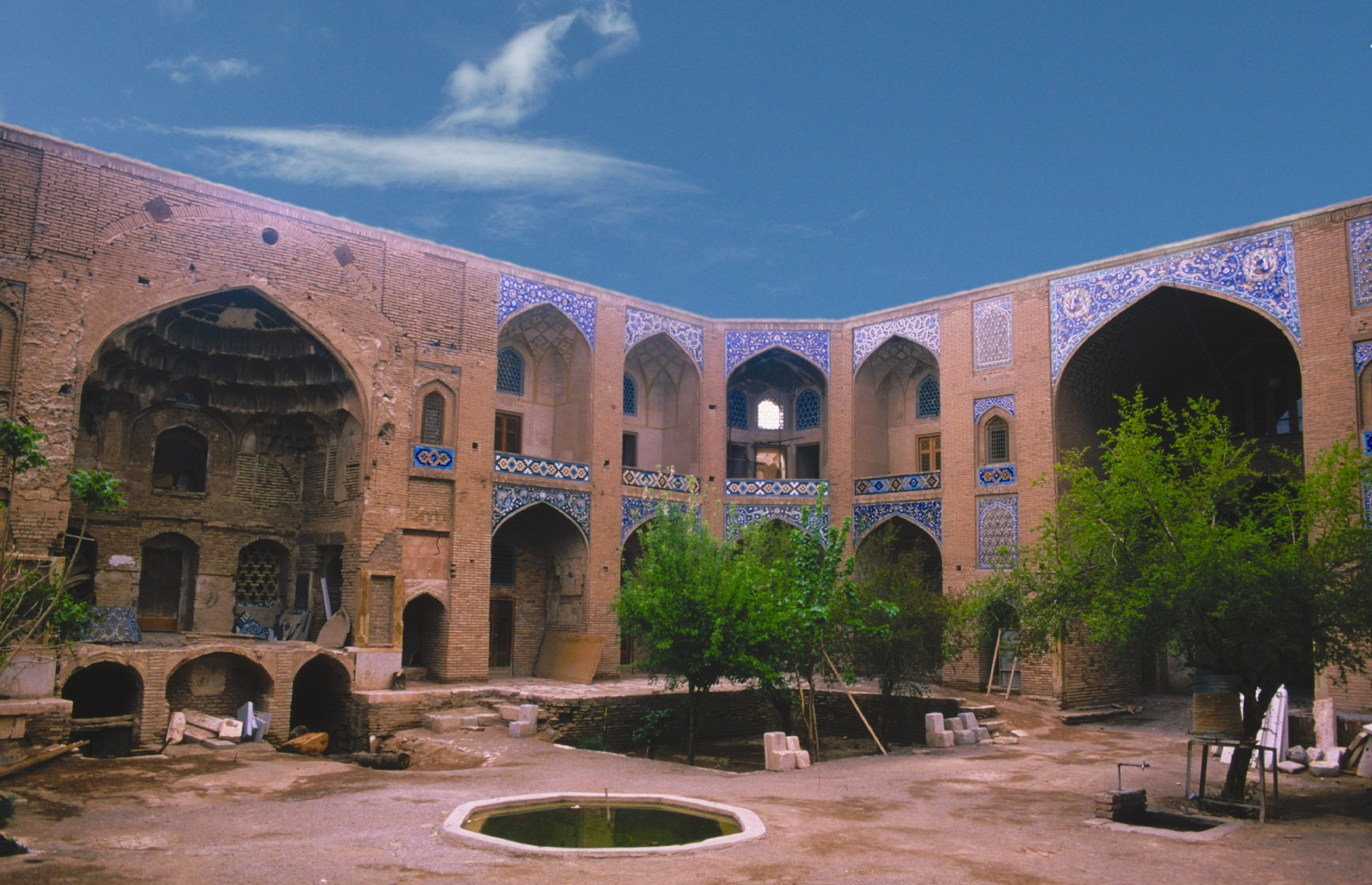
Scuola Ganjali Khan
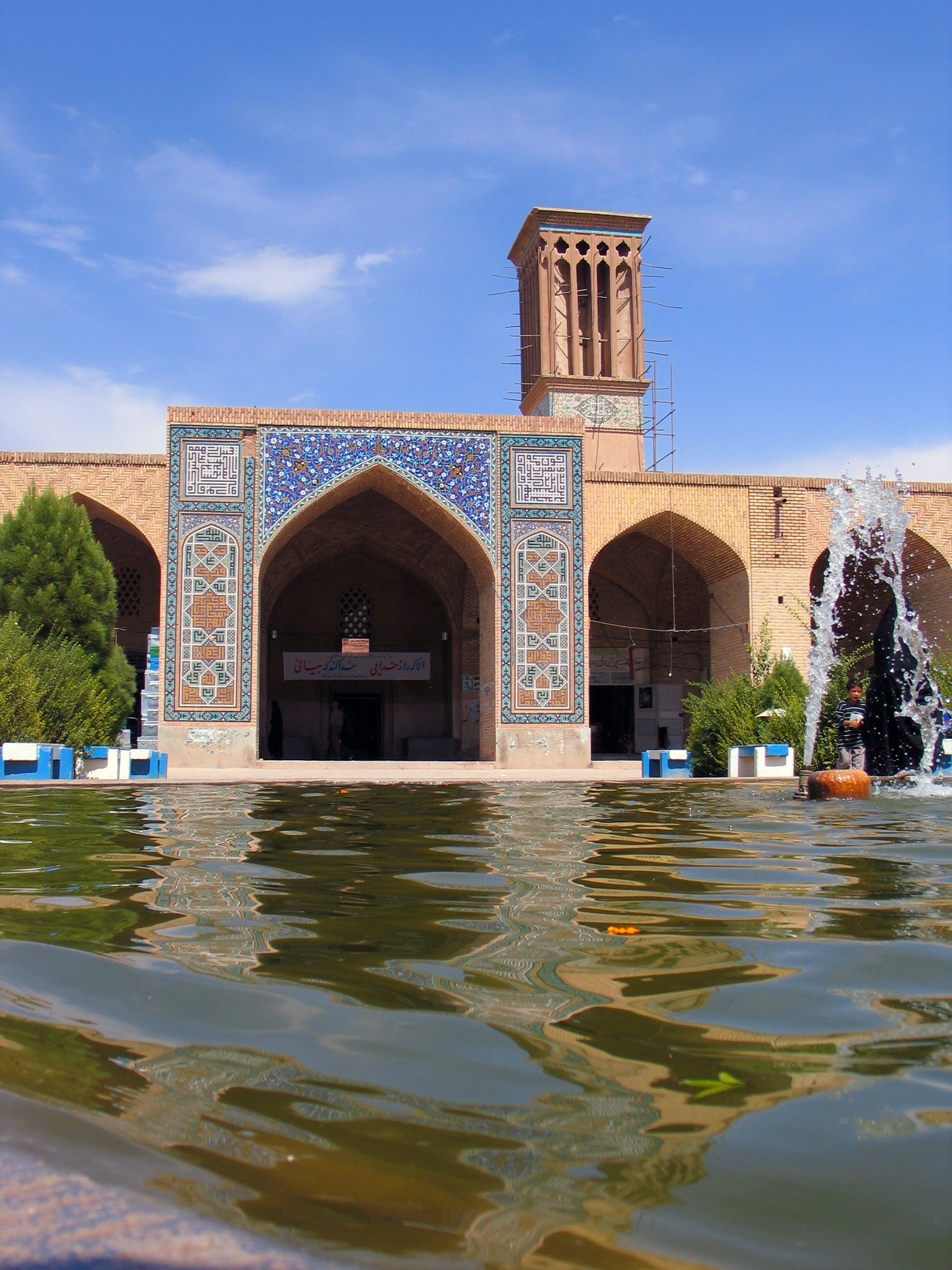
Ganjali Piazza Khan
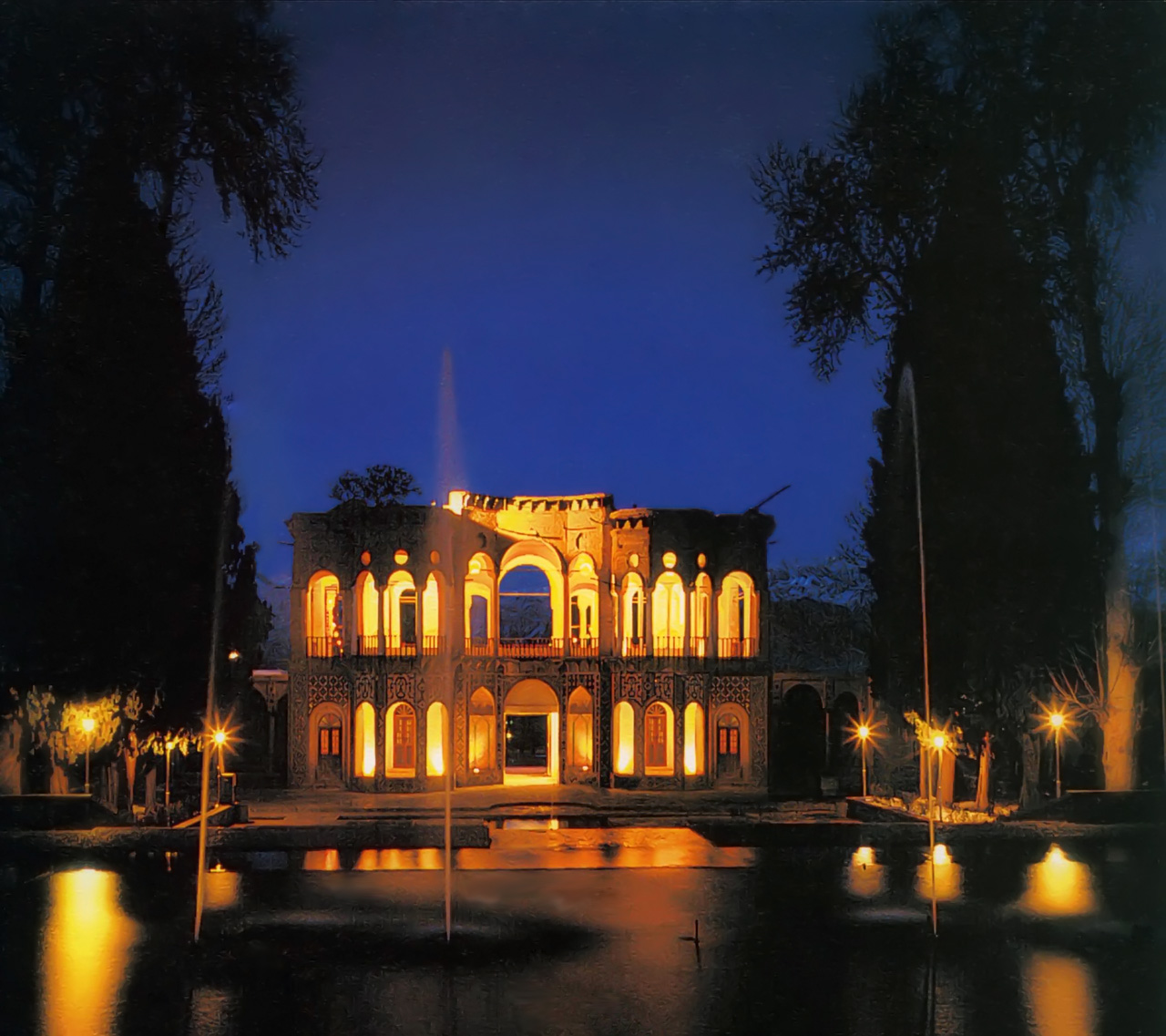
Giardino Shazdeh (Giardino del principe)
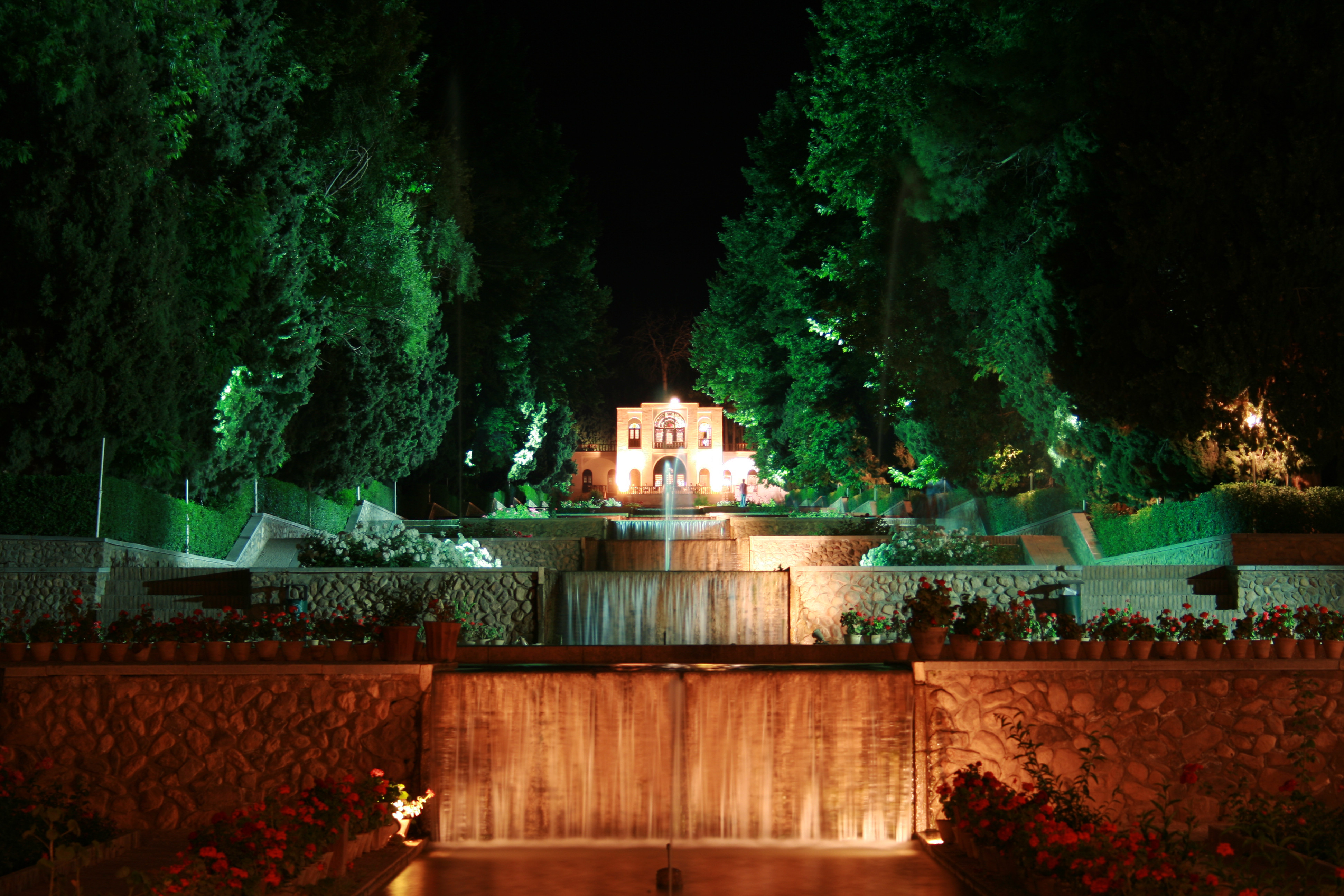
Giardino Shazdeh
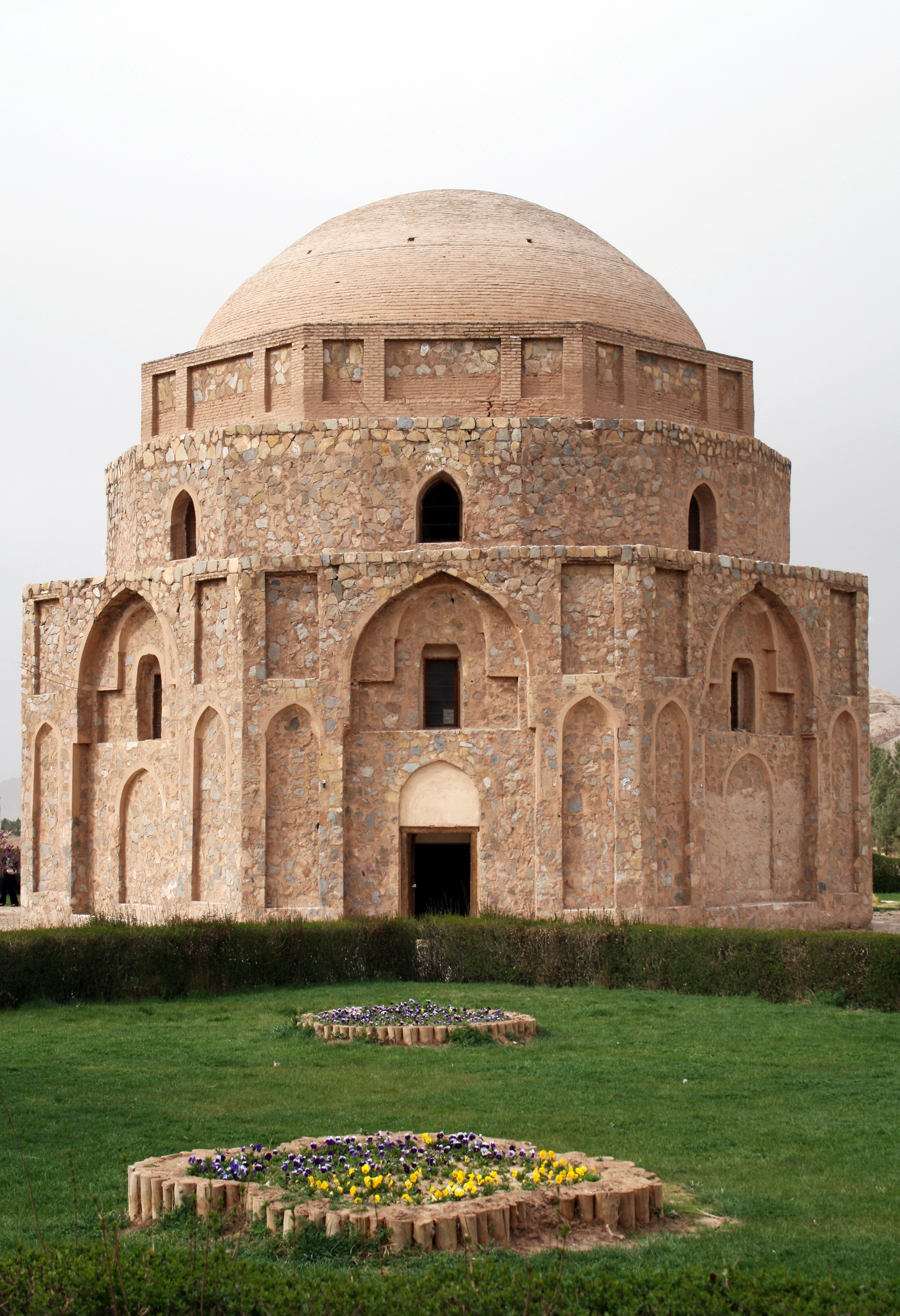
Jabaliyeh
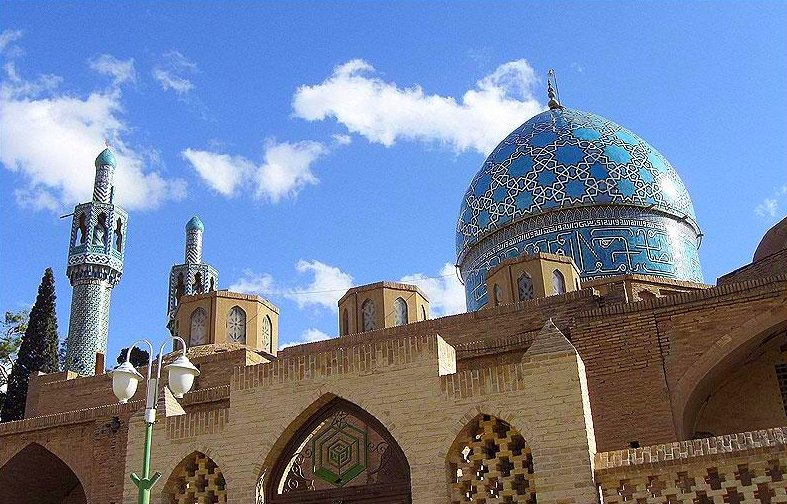
Santuario Shah Nimatullah Wali
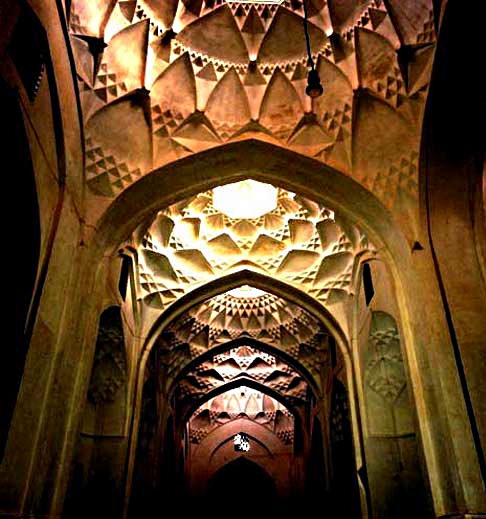
Santuario Shah Nimatullah Wali
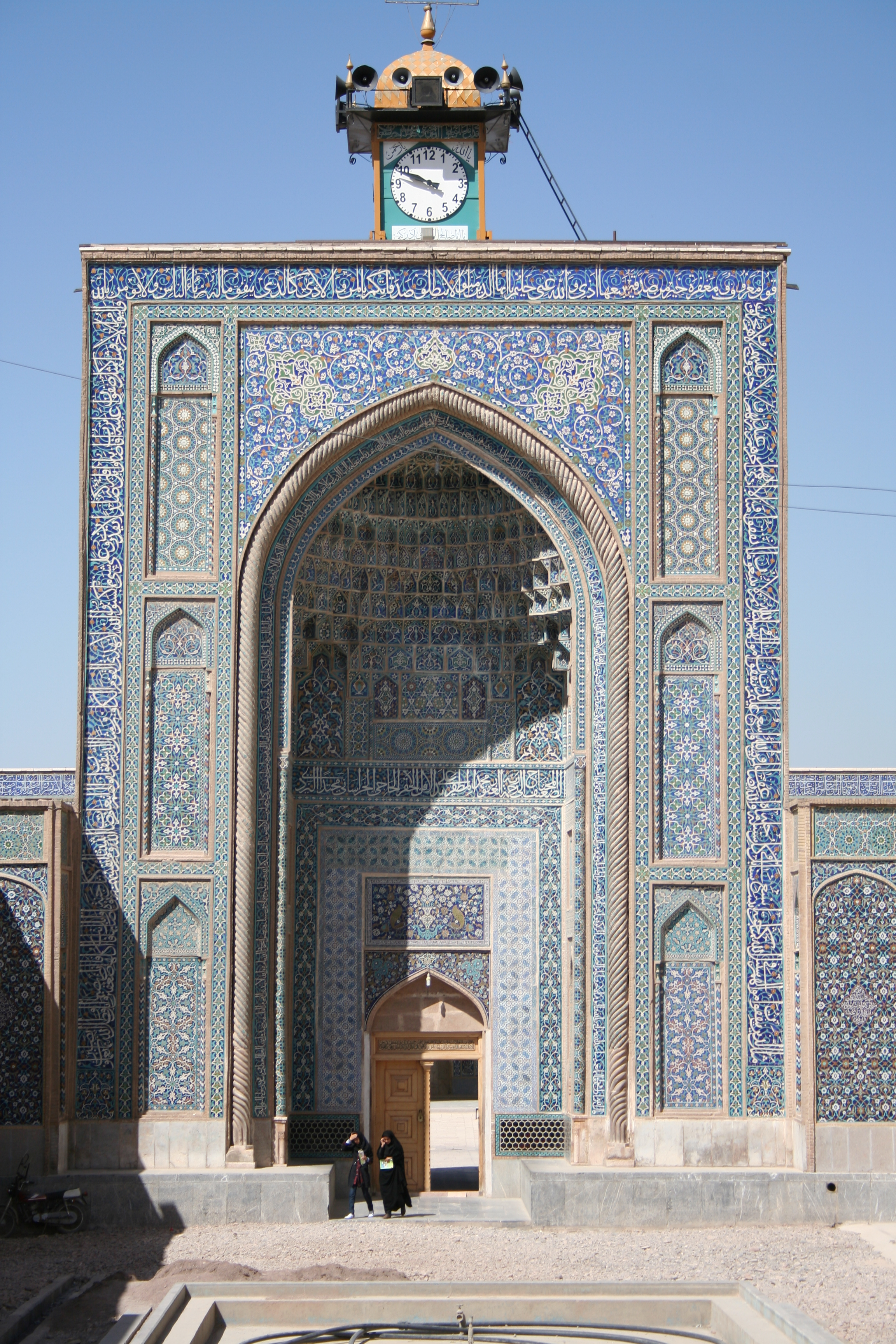
Ingresso della Moschea Jameh di Kerman (anche conosciuta come Moschea del Venerdì)
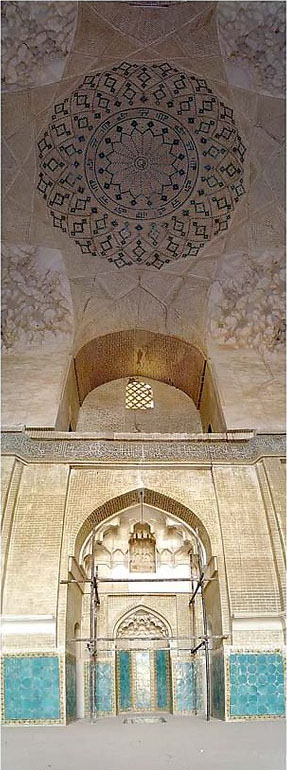
Malek (Emam) Moschea di Kerman
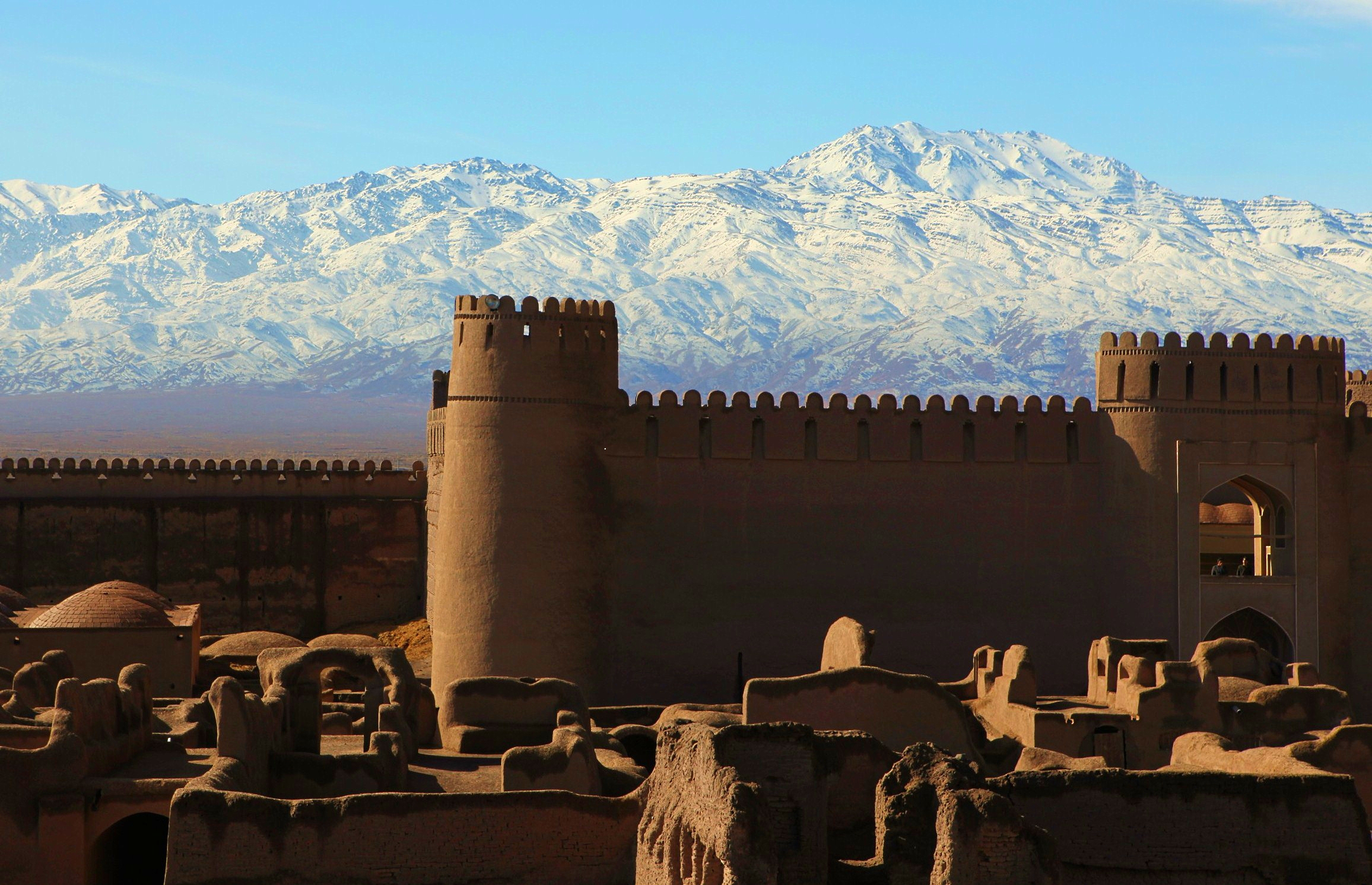
Rayen Castello vicino Kerman
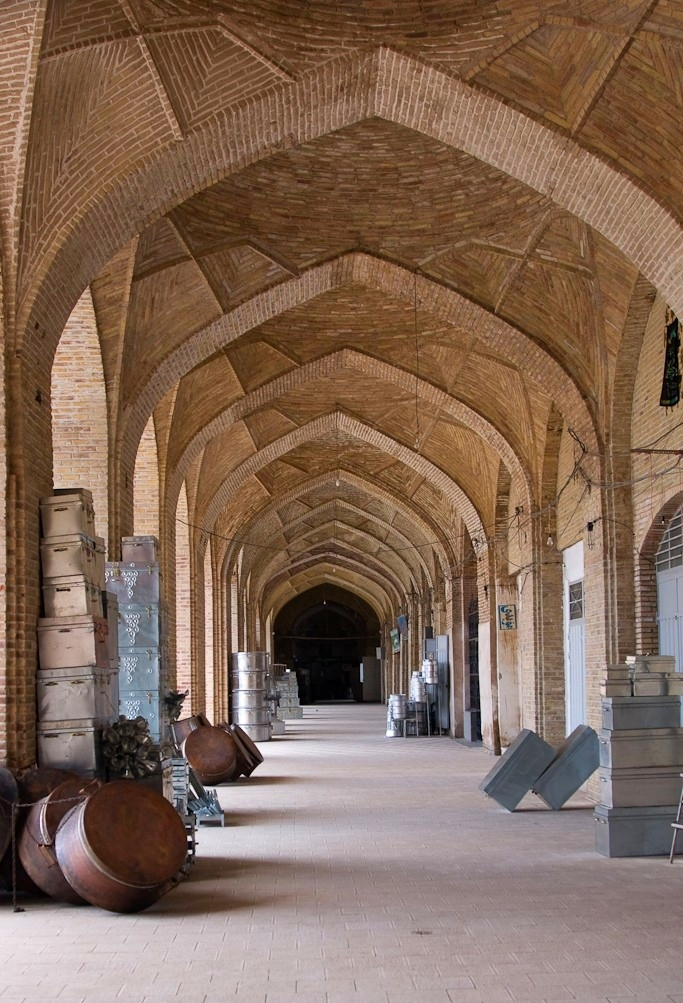
Bazar di Kerman
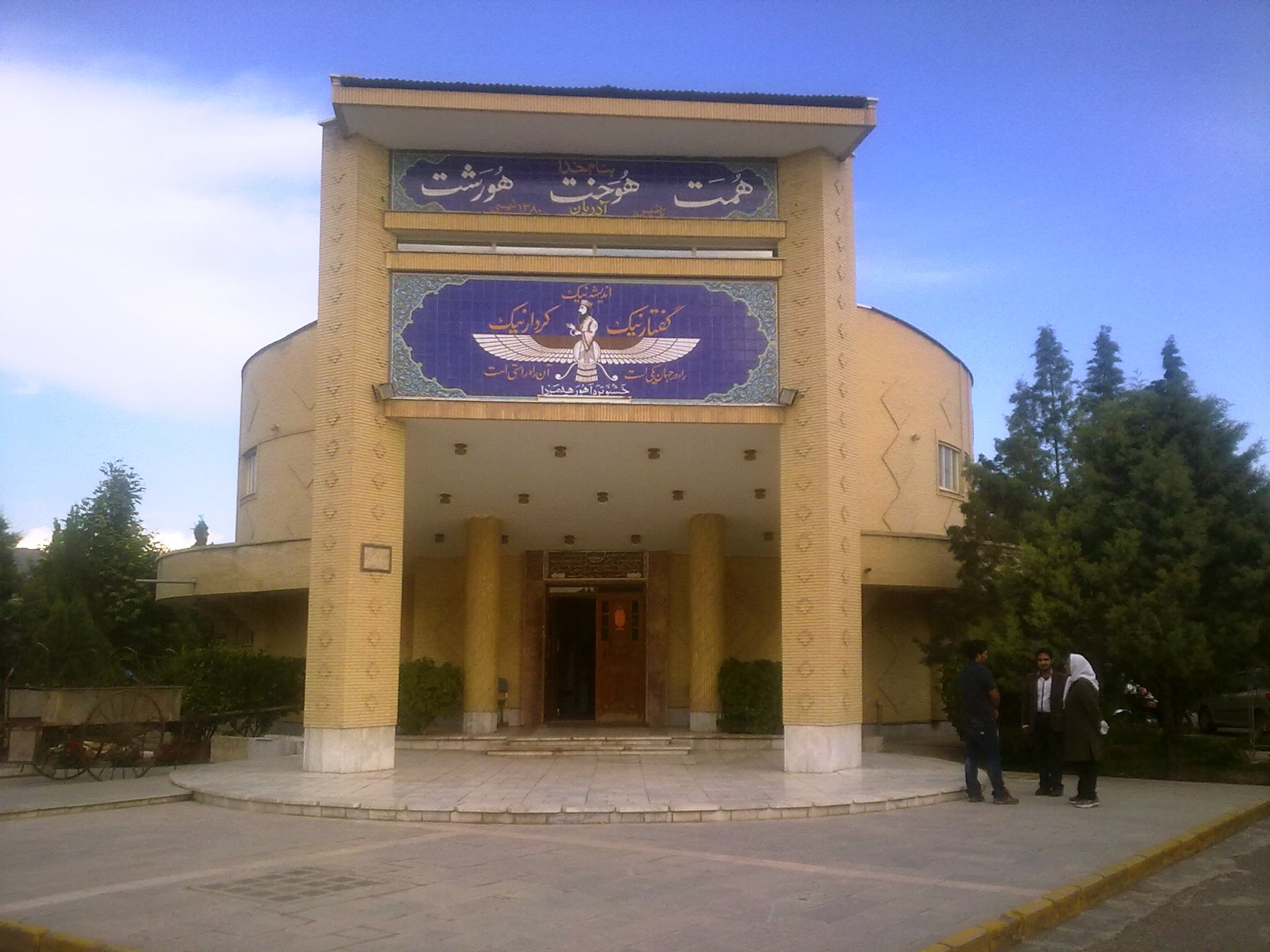
Museo di Zoroastro
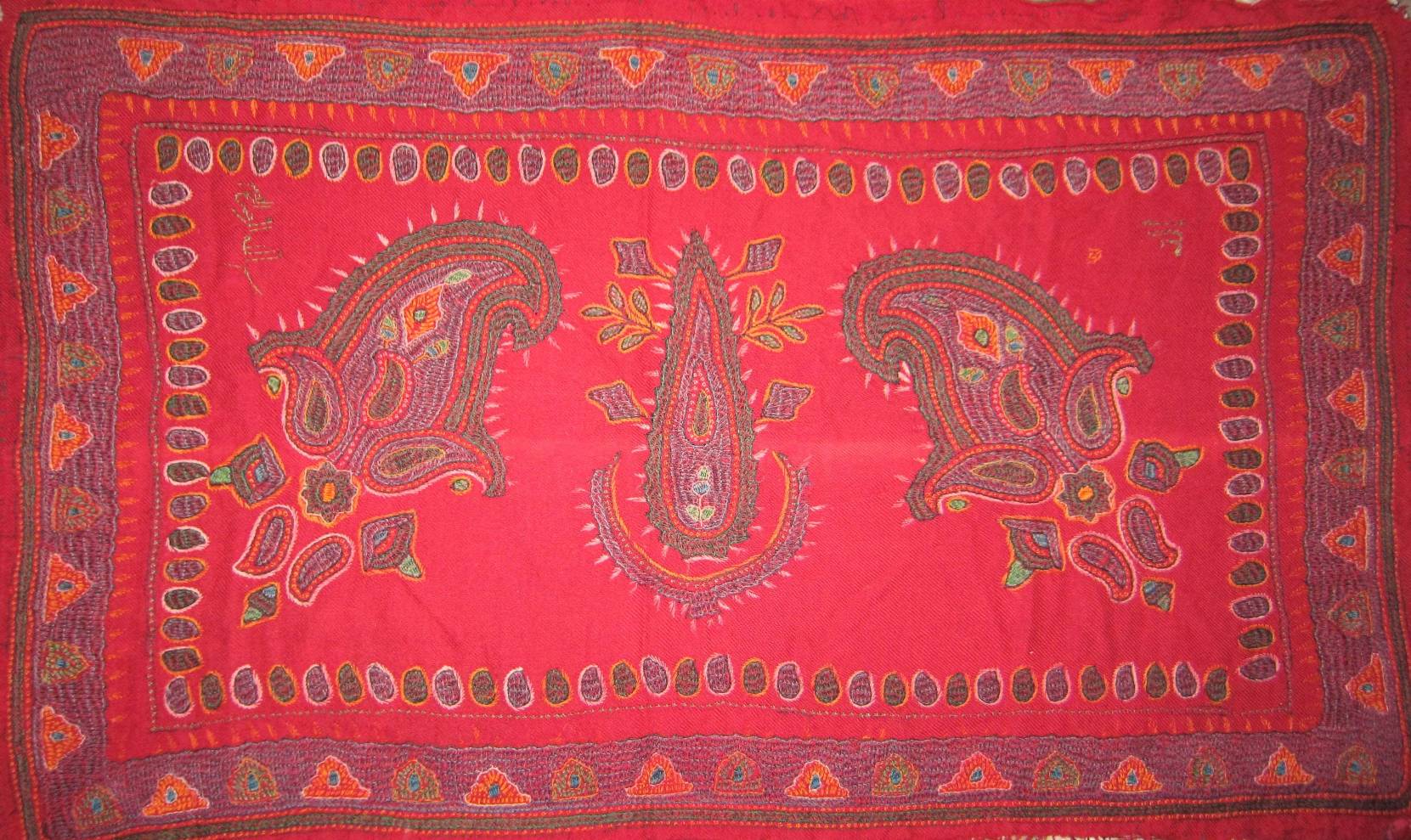
Patteh di Kerman
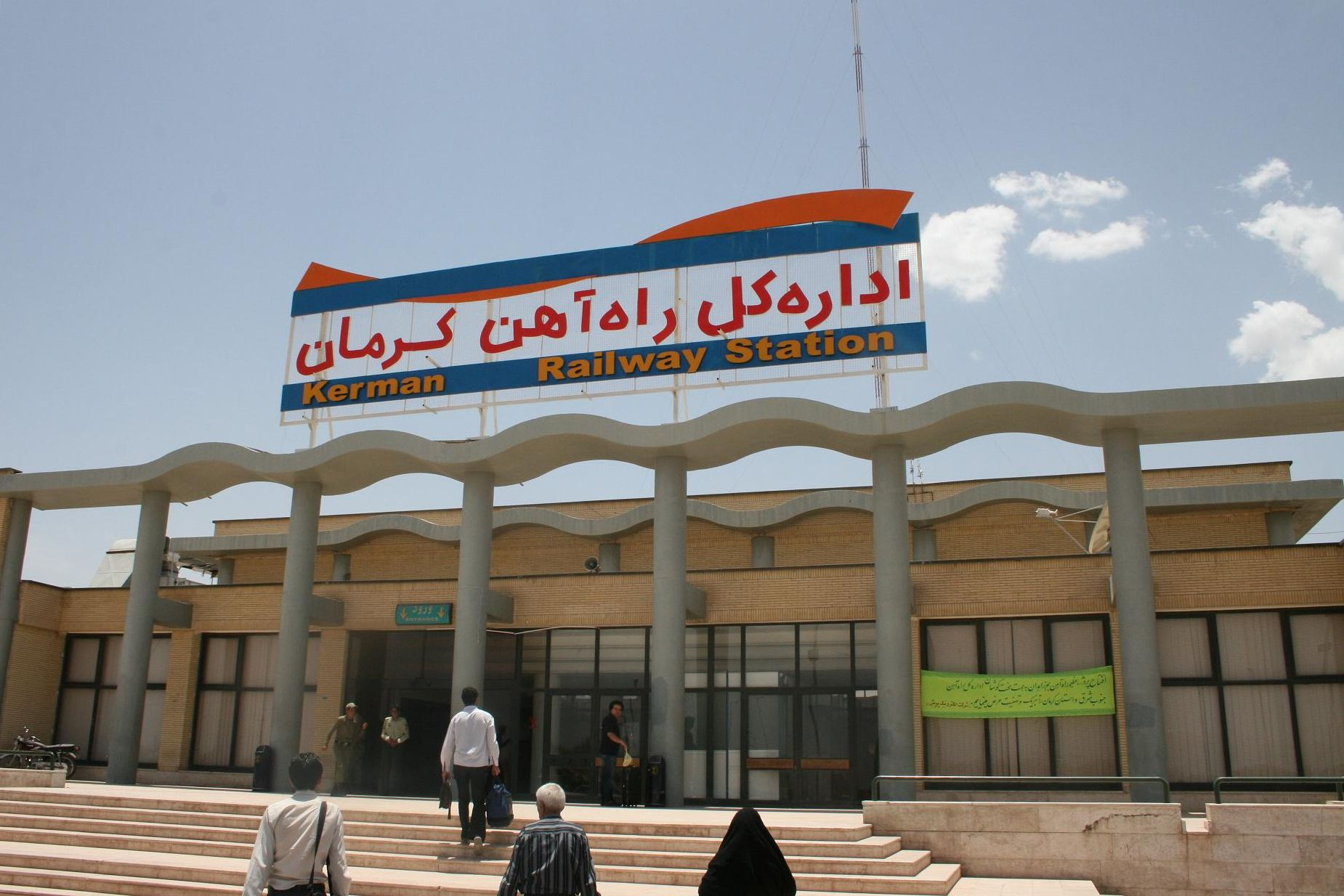
Stazione ferroviaria di Kerman